# Alternatives économiques
Alternatives économiques, popularmente denominada también Alter éco, es una revista mensual que trata asuntos económicos y sociales. Sus autores por lo general son egresados universitarios partidarios o simpatizantes de las teorías económicas neo-keynesianas, regulacionistas, y/o post-keynesianas. Esta publicación periódica, llevada adelante en forma cooperativa por sus impulsores, no está asociada a ningún grupo de prensa particular, y en lo económico-financiero se mantiene principalmente con sus ventas.

## Historia y organización
Alternatives économiques fue fundada por el economista Denis Clerc en reacción al eslogan « "There is no alternative" (TINA)» de Margaret Thatcher, quien oportunamente se desempeñó como primer ministro del Reino Unido, con una orientación ultraliberal. El proyecto de esta publicación era entonces, y lo sigue siendo hoy día, mostrar que por el contrario dada una determinada situación, siempre existen alternativas que se puedan imaginar y plantear.
Con posterioridad a la experiencia de la edición y distribución del primer número de esta revista en noviembre de 1980, cuya tirada entonces fue de 2000 ejemplares, las ventas de esta publicación aumentaron continuadamente, hasta situarse hoy día en más de 100 000 ejemplares. Alternatives économiques tiene actualmente una cifra de negocios de más de seis millones de euros al año. En efecto, en el año 2009 por ejemplo, la sociedad fue beneficiaria de alrededor de 290000 €.
En el plano jurídico, Alternatives économiques es en territorio francés lo que se llama una Société coopérative et participative (Scop), y en consecuencia, pertenece a sus asalariados. Por otra parte, una asociación de lectores también se constituyó en afinidad con la publicación.
En 1995, el grupo de impulsores lanzó la Lettre de l'insertion par l'activité économique, la que particularmente trataba el desempleo. Luego, los intereses se focalizaron en la publicación del magacín Alternatives internationales, en cooperación con el semanario Télérama (el primer año) y en cooperación con el cotidiano francés Libération (con posterioridad a mayo de 2007). La "Asociación de lectores" por su parte edita el trimestral L'Économie politique (publicación que contiene artículos de investigación y de opinión en economía), así como organiza o coorganiza debates y mesas redondas sobre temas de interés.
Desde el año 2006, Alternatives Économiques coorganiza un premio 'PEEES (Prix de l'Etudiant Entrepreneur en Économie Sociale)' orientado a promover el espíritu empresarial de estudiantes en áreas de economía social.

## Línea editorial
Sin duda próximo al keynesianismo en cuanto a ideas de base, Alternatives économiques trata asimismo temáticas altermundistas, además de que con frecuencia desarrolla críticas respecto del neoliberalismo y de la escuela neoclásica. En líneas generales, esta publicación reivindica una línea editorial « de izquierda».
Sin duda Alternatives économiques es una de las publicaciones periódicas más apreciadas entre quienes apoyan o adhieren al movimiento altermundista, y la revista forma parte, como persona jurídica, de los miembros fundadores de la asociación Attac. En los años 1990, las diversos artículos e investigaciones de sus periodistas, han puesto de relieve las especulaciones bursátiles en general orientadas a sacrificar el empleo y a favorecer la rentabilidad, a la par de en algunos aspectos también criticar la validez científica del Teorema de Schmidt.
Asimismo, la publicación es regularmente citada como fuente de información en numerosos trabajos del partido político francés Europe Écologie Les Verts, al cual pertenece el ministro Pascal Canfin, quien en su momento también integró la redacción de Alternatives économiques.

## Difusión
| Título                   | 2000   | 2001   | 2002    | 2003    | 2004    | 2005    | 2008    | 2011    |
| Alternatives économiques | 94 269 | 97 858 | 102 280 | 103 821 | 105 837 | 107 678 | 104 240 | 105 694 |

También utilizada como material pedagógico, Alternatives économiques es, en Francia, promovida por algunos enseñantes vinculados con los cursos de sciences économiques et sociales. Y para fomentar este tipo de uso en la educación, abonos a precios reducidos son ofrecidos a los estudiantes.

## Críticas
Algunos critican la orientación neokeynesiana y altermundista de Alternatives économiques. Por ejemplo, el periódico económico y financiero francés La Tribune afirma sin ambages que esta publicación pertenece a « la izquierda de la izquierda»; y por su parte, el periódico conservador francés Le Figaro afirma que muchos de sus artículos en forma excesiva justifican y promueven la « antiglobalización».
Por su parte, otros insisten sobre la excesiva extensión acordada (según ellos) a los « asuntos sociales» en detrimento de todo lo relativo a los « asuntos empresariales y a las asociaciones vinculadas», como ser la ALEPS o el Ifrap, este último, un círculo de reflexión liberal-conservador, que en particular juzga a «Alternatives économiques» en buena medida como responsable del « desprecio» que desde la educación nacional se transmite hacia las empresas y los emprendedores, así como de la presentación de la mundialización como una « amenaza», y del estatismo como algo en líneas generales « positivo». Estas últimas ideas igualmente son defendidas por muchos pequeños empresarios.
Debido a estas críticas, la publicación queda en parte como responsable de la difusión de ideas antiliberales en el sistema educativo francés, y constituye ello una de las causas de una desconfianza generalizada respecto de la economía de mercado en el espíritu de los alumnos, dada la utilización en clase de material de la revista, y dado la utilización de sus artículos por parte de editores educativos. Por tanto, algunos reprochan a editores y autores de manuales, de acordar un lugar demasiado importante a Alternatives économiques como fuente fiable en el material de estudio utilizado por los estudiantes (según el periódico económico francés Les Échos, Alternatives économiques representa 30 % de las fuentes de prensa de los manuales Bordas y Hachette; estas cifras asimismo fueron confirmadas por un estudio de la APSES, donde se señala que la prensa cotidiana y la prensa magacín representa los dos tercios restantes —de todas maneras, este mismo estudio relativiza esta visión, al recordar que Alternatives économiques representa 8,6 % de las fuentes citadas en Hachette y 2,8 % de las citadas en Bordas, ya que las publicaciones científicas y los informes publicados por el Insee, por el INED, por el Conseil d'analyse économique y por el Senado francés, en lo esencial constituyen el grueso de las fuentes citadas por todos los editores analizados—).
Respondiendo a estas críticas, Philippe Frémeaux reconoce que la revista defiende una línea que él mismo califica como « de izquierda». Pero según el citado, la publicación acuerda casi la misma importancia a la cobertura de cuestiones sociales, que a la de asuntos puramente económicos y de actualidad, lo que de hecho distinguiría así a Alternatives Économiques de la mayoría de las otras revistas del sector.
A la inversa de las críticas ya señaladas, la publicación altermundialista Pour lire pas lu considera a Alternatives Économiques como teniendo un enfoque bastante equilibrado y « no tan de izquierda» sino más bien próximo de la orientación en su momento retenida por la Fondation Saint-Simon.
Por su parte, otros observadores remarcan que el magacín en cuestión, dado el bajo nivel de sus ingresos publicitarios en su cifra de negocios, en los hechos es casi el único en ser realmente independiente del mundo económico.